# Mission d'observation des Nations unies au Tadjikistan
La Mission d'observation des Nations unies au Tadjikistan (MONUT), en anglais  United Nations Mission of Observers in Tajikistan (UNMOT) est une mission de maintien de la paix des Nations unies au Tadjikistan, établie par le Conseil de sécurité des Nations unies en décembre 1994 et prolongée à plusieurs reprises jusqu'à l'expiration de son mandat le 15 mai 2000,. Son but était de surveiller les accords de paix pendant et après la guerre civile au Tadjikistan. Les observateurs ont été déployés pour la première fois à la suite du cessez-le-feu, en 1994, entre le gouvernement du Tadjikistan au pouvoir, dirigé par Emomali Rahmonov, et l'opposition tadjike unie. Après que l'armistice parrainé par l'ONU ait mis fin à la guerre en 1997, l'ONU a élargi le mandat initial de la mission pour surveiller la paix et la démobilisation. La mission avait son siège à Douchanbé, au Tadjikistan.

## Mandats
Selon la Résolution 968 (1994) du Conseil de sécurité du 16 décembre 1994, la MONUT avait le mandat suivant :

La Mission d'observation des Nations unies au Tadjikistan - MONUT - a été initialement créée en vue d'aider la Commission mixte, composée de représentants du gouvernement tadjik et de l'opposition tadjike, pour :
- surveiller l'application de l'accord de cessez-le-feu temporaire et de cessation d'autres actes hostiles à la frontière tadjike-afghane et à l'intérieur du pays pendant la durée des pourparlers ;
- enquêter sur les rapports de violations du cessez-le-feu et en rendre compte aux Nations unies et à la commission mixte ;
- offrir ses bons offices comme le stipule l'accord ; maintenir un contact étroit avec les parties au conflit, ainsi qu'une liaison étroite avec la mission de la Conférence sur la sécurité et la coopération en Europe (aujourd'hui l'Organisation pour la sécurité et la coopération en Europe (OSCE)) et avec les forces collectives de maintien de la paix de la Communauté des États indépendants (CEI) au Tadjikistan et avec les forces frontalières ;
- soutenir les efforts de l'envoyé spécial du secrétaire général ; et fournir des services de liaison et de coordination politiques, qui pourraient faciliter une assistance humanitaire rapide de la part de la communauté internationale.

Le 14 novembre 1997, le Conseil de sécurité a élargi le mandat de la MONUT par sa résolution 1138 (1997) afin de renforcer la capacité de la Mission pour aider à la mise en œuvre de l'Accord général sur l'établissement de la paix et de l'accord national au Tadjikistan du 27 juin 1997. La MONUT a été confiée pour:
- fournir des bons offices et des conseils d'experts ; coopérer avec la Commission de réconciliation nationale (CNR) et ses sous-commissions, ainsi qu'avec la Commission centrale sur les élections et la tenue d'un référendum ;
- de participer aux travaux du groupe de contact des États et organisations garants et d'en assurer la coordination ;
- enquêter sur les rapports de violations du cessez-le-feu et en rendre compte aux Nations unies et à la CNR ;

surveiller le rassemblement des combattants de l'opposition tadjike unie (UTO) et leur réintégration, leur désarmement et leur démobilisation ;
- aider à la réintégration dans les structures de pouvoir gouvernementales ou à la démobilisation des anciens combattants ;
- coordonner l'assistance des Nations unies au Tadjikistan pendant la période de transition ; et maintenir des contacts étroits avec les parties, ainsi qu'une liaison de coopération avec les forces de maintien de la paix de la CEI, les forces frontalières russes et la mission de l'OSCE au Tadjikistan.

## Contributeurs du personnel
| Pays               | Période de contributions                    |
| ------------------ | ------------------------------------------- |
| Autriche           | décembre 1994-mai 2000                      |
| Bangladesh         | décembre 1994-janvier 2000                  |
| Bulgarie           | mars 1995-mai 2000                          |
| République tchèque | juillet 1998-mai 2000                       |
| Danemark           | décembre 1994-avril 1995                    |
| Ghana              | janvier 1998-mai 2000                       |
| Hongrie            | avril 1995-octobre 1995                     |
| Indonésie          | janvier 1998-janvier 2000                   |
| Jordanie           | décembre 1994-mai 2000                      |
| Népal              | juin 1998-février 2000                      |
| Nigeria            | août 1998 - mars 2000                       |
| Pologne            | avril 1995-mai 2000                         |
| Suisse             | avril 1995-avril 1999                       |
| Ukraine            | avril 1995-mai 1997 Septembre 1997-mai 2000 |
| Uruguay            | janvier 1995-mai 2000                       |

Force
- Initialement autorisé (décembre 1994): 40 observateurs militaires
- Maximum autorisé (septembre 1997): 120 observateurs militaires
- Maximum déployé (juin 1998): 81 observateurs militaires
- Au retrait (mai 2000): 17 observateurs militaires

De juillet 1998 à mai 2000, la MONUT comprenait deux officiers de police civile et était également soutenue par du personnel civil international et local.

## Pertes
La mission a subi 7 morts, 3 militaires et 4 civils. L'incident le plus notable a eu lieu le 20 juillet 1998, lorsque quatre membres de la MONUT, le major Ryszard Szewczyk de Pologne, le major Adolfo Scharpegge d'Uruguay, Yutaka Akino du Japon et Jourajon Mahramov du Tadjikistan, ont été assassinés près de la ville de Garm dans le centre du Tadjikistan. Le même jour, l'ensemble du système des Nations unies, ainsi que de nombreuses ONG internationales, ont suspendu leurs activités et retiré leur personnel du Tadjikistan.

## Source
- (en) Cet article est partiellement ou en totalité issu de l’article de Wikipédia en anglais intitulé « United Nations Mission of Observers in Tajikistan » (voir la liste des auteurs).